# خفاش میوه‌خوار لیوینگستون
خفاش میوه‌خوار لیوینگستون (Pteropus livingstonii) که روباه پرنده کومور نیز نامیده می۲شود، یک خفاش میوه‌خوار از سردهٔ Pteropus است. این خفاش میوه‌خوار جهان قدیم است که فقط در جزایر آنژوان و موهلی در اتحادیه کومور در غرب اقیانوس هند یافت می‌شود.
باور بر این است که روباه پرنده ریش‌سیاه یکی از نزدیک‌ترین خویشاوندان خفاش‌های میوه‌خوار لیوینگستون است، اما کارشناسان دربارهٔ اینکه آیا این گونه‌ها به همان گروه گونه وابستگی دارند یا نه، اختلاف نظر دارند. هیچ زیرگونه‌ای شناسایی نشده است.